# Delaware Blue Coats
O Delaware Blue Coats é um clube de basquetebol profissional estadunidense sediado em Wilmington, Delaware. É afiliado ao Philadelphia 76ers. Eles jogam na Conferência Leste na NBA Development League (NBA D-League), uma liga pra jogadores em desenvolvimento para subir à National Basketball Association (NBA).

## História
Foi fundado em 2007 como Utah Flash, sendo afiliado do Utah Jazz na vizinha Orem. Apesar do alto número de espectadores, o Flash se desfez após quatro anos por problemas financeiros. Após dois anos de inatividade, foi comprado pelo Philadelphia 76ers e reinstaurado como Delaware 87ers, nome evocando como em 1787 o estado de Delaware foi o primeiro a ratificar a Constituição dos Estados Unidos. Após 5 temporadas no campus da Universidade de Delaware em Newark, o time foi relocado para Wilmington, em um novo ginásio construído pelos Sixers. Também foi rebatizado Blue Coats em homenagem às tropas que lutaram na Revolução Americana.